# كريس شامبرز
كريس شامبرز (بالإنجليزية: Chris Chambers)‏ هو لاعب كرة قدم أمريكية أمريكي، ولد في 12 أغسطس 1978 في كليفلاند في الولايات المتحدة.

## وصلات خارجية
- كريس شامبرز على موقع كلية كرة السلة في سبورتس رفرنس.كوم (الإنجليزية)
- كريس شامبرز على موقع مرجع كرة القدم المحترفة.كوم (الإنجليزية)